# 白瀧呉服店
白瀧呉服店（しらたきごふくてん）は、東京都練馬区に本店を置く日本の呉服専門店。

## 概要
嘉永六年（1853年）創業。「東京で一番大きい呉服専門店」とされる。
一般的な呉服店として着物の販売を行うだけでなく、日本の伝統文化関連の教室やイベントを多数開催している（後述）。
将棋の棋戦の後援を行っている関係などから、棋士の間では同店の着物の愛用者が多い。
代表的な棋士に渡辺明、
久保利明、広瀬章人、
佐藤天彦、藤井聡太などがいる。

## イベント
同店が主催または後援・協賛しているイベントとして以下のようなものがある。
- 白瀧文化祭
2004年より毎年7月頃に開催。日本伝統技工芸保存会との共催イベントで、寄席・能楽などを中心としたイベントが開かれる。
- 白瀧あゆみ杯争奪戦
日本将棋連盟主催の棋戦（非公式戦）。2006年創設。原則として女流棋士によって争われる。決勝戦が同店にて行われるのが恒例。
- 白瀧杯女流かるた高校選手権大会
2013年に発足した競技かるたの大会。大会名の通り女子高生限定で争われる[6]
- 第73期王将戦第7局（予定のみ）
将棋の「王将戦」七番勝負の最終局。2024年3月30・31日に開催予定だったが、第4局で決着したため、代替イベントのみ実施された[5]。